# Dápmotjávri
Dápmotjávri eller Tabmokjavri är en sjö i kommunen Utsjoki i landskapet Lappland i Finland. Sjön ligger 207 meter över havet. Arean är 46 hektar och strandlinjen är 4,03 kilometer lång. Sjön  ingår i Tana älvs huvudavrinningsområde.   Den ligger omkring 340 kilometer norr om Rovaniemi och omkring 1000 kilometer norr om Helsingfors. 